# Airways International Cymru
Airways International Cymru era uma companhia aérea com sede em Cardiff, País de Gales, formada pela Red Dragon Travel, na época uma agência líder de viagens e operadora de turismo galesa. Iniciou suas operações no início de 1984 e encerrou todas as operações no início de 1988 após dificuldades financeiras decorrentes do arrendamento de uma aeronave para uma companhia aérea americana.

## História
A companhia aérea iniciou suas operações em 1984, oferecendo voos para destinos de férias europeus populares. Foi baseado em Cardiff, País de Gales e iniciou suas operações com um único British BAC 1-11-300 prefixo G-YMRU adquirido da Quebecair do Canadá. Para a primeira temporada de operações de verão, também alugou um BAC 1-11-400 prefixo G-AXMU da British Island Airways. Mais tarde, em 1984, introduziu mais um BAC 1-11-300 prefixo G-WLAD adquirido da Quebecair como um substituto para a aeronave da British Island Airways.
Em 1985, introduziu um Boeing 737-200 ex-Britannia Airways de prefixo G-BAZI alugado do GPA. Em 1986, recebeu seu primeiro Boeing 737-300 de prefixo G-PROC, e foi usado para expandir destinos para pontos turísticos populares em toda a Europa.
Em 1987 recebeu um novo Boeing 737-300 prefixo G-BNCT. Contratos adicionais viram o arrendamento de mais um Boeing 737-300 prefixo G-PROK para o verão de 1987. Após a temporada de verão europeia, este Boeing 737-300 foi alugado para uma companhia aérea americana, SunCoast Airlines. Dificuldades em relação ao contrato e a falta de pagamento do arrendamento levaram a dificuldades financeiras e, no início de 1988, as aeronaves da companhia aérea foram recuperadas por seus credores.
Ao longo da história da companhia aérea, a frota operacional foi reduzida durante os meses de inverno por meio do arrendamento de aeronaves para outras operadoras. Entre elas estão Air New Zealand, Aer Lingus, British Midland Airways e Manx Airlines.

## Destinos

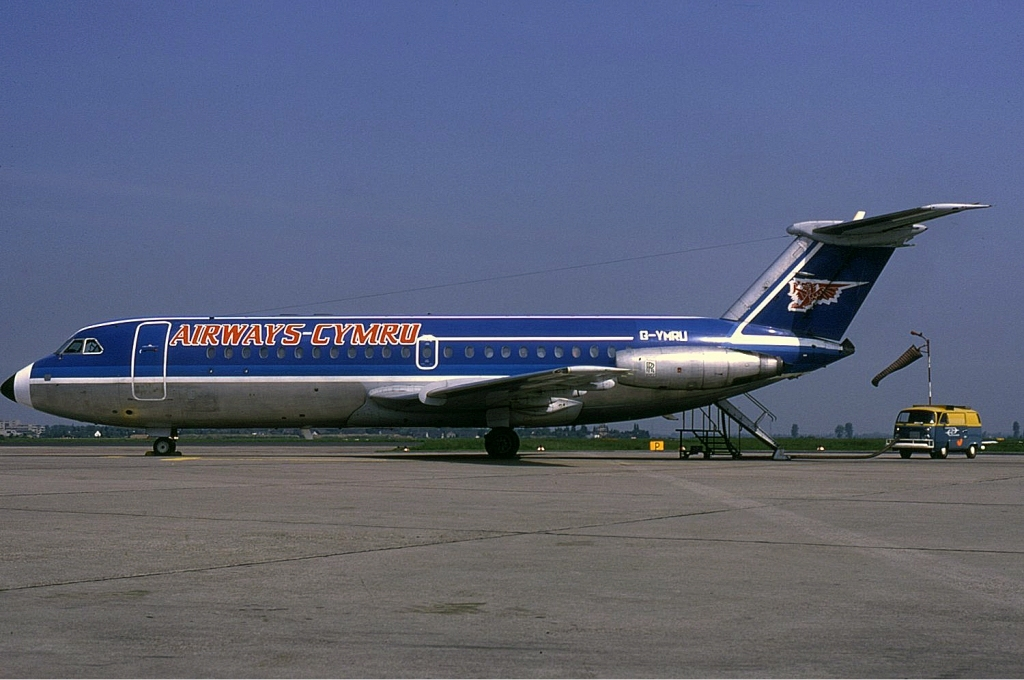
Um BAC 1-11 da Airways-Cymru, em 1985.

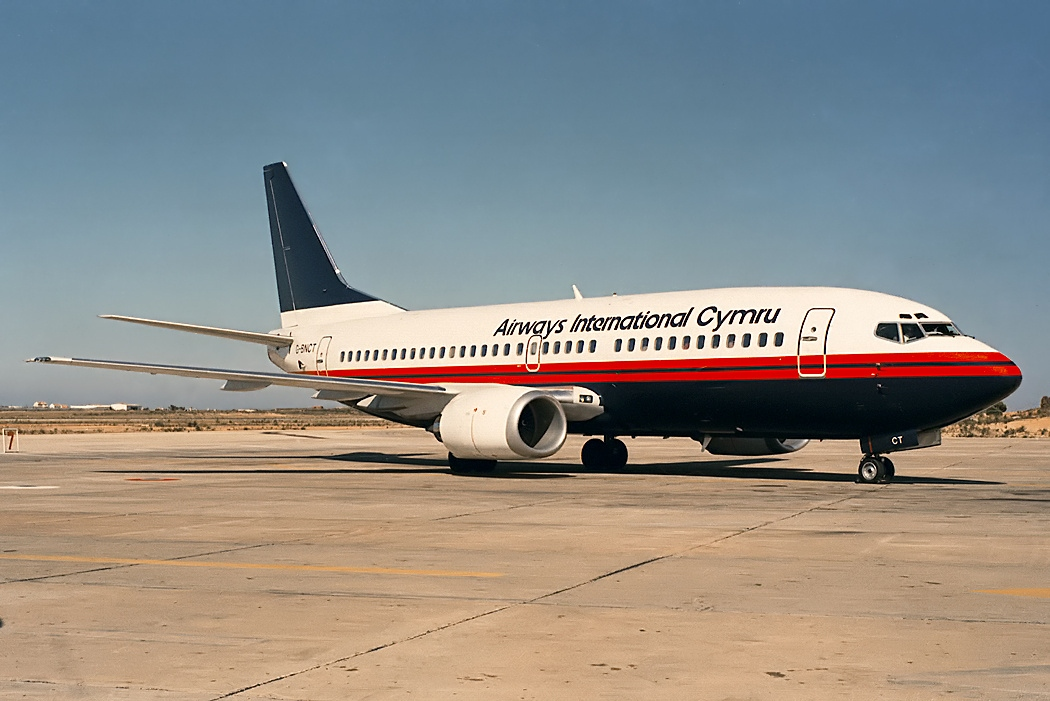
Um Boeing 737-300 da Airways, no Aeroporto Internacional de Faro, em 1987.

A Airways International Cymru serviu 20 destinos em toda a Europa durante as operações.

### Áustria
- Salzburgo – Aeroporto de Salzburgo

### Canárias
- Grã Canária – Aeroporto de Gran Canária
- Tenerife – Aeroporto de Tenerife Sul

### França
- Paris – Aeroporto de Paris-Orly

### Alemanha
- Düsseldorf – Aeroporto de Düsseldorf
- Hanôver – Aeroporto de Hanôver

### Países Baixos
- Roterdã – Aeroporto de Roterdã-Haia

## Frota

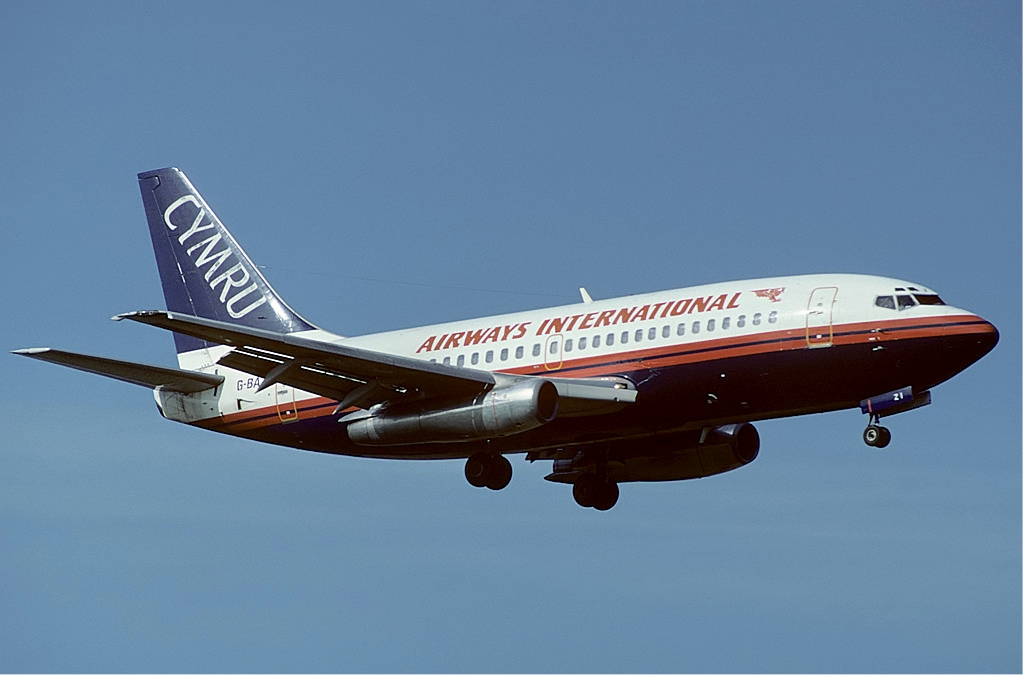
Um Boeing 737-200 da Airways em outubro de 1986.

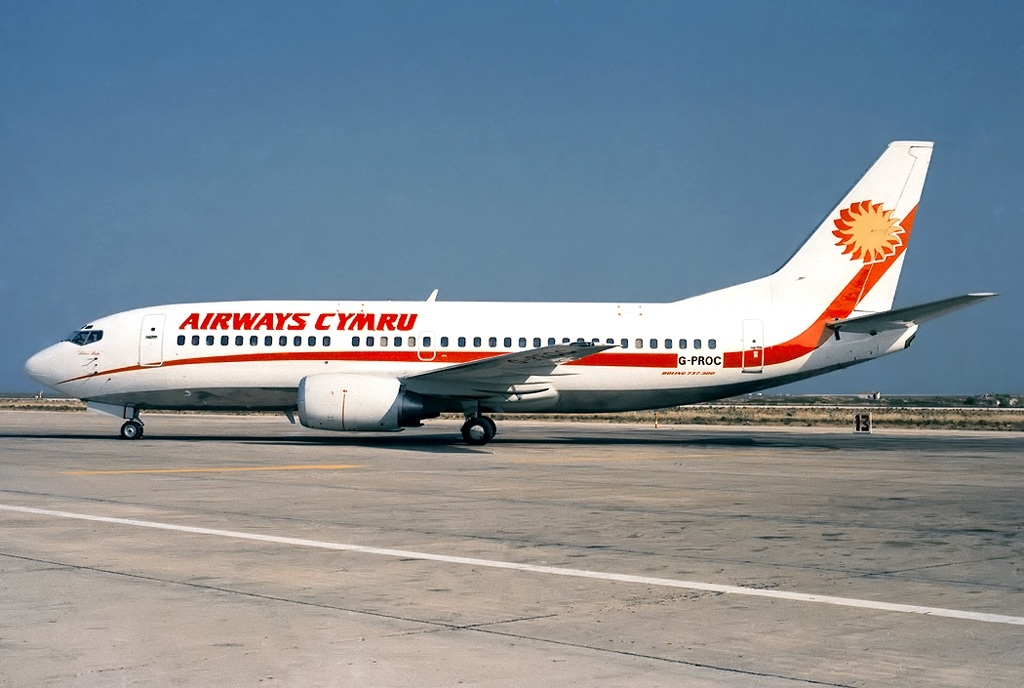
Um Boeing 737-300 da Airways, no Aeroporto de Faro, em 1986.

A frota da Airways International Cymru consistia nas seguintes aeronaves:
| Aeronaves               | Em Serviço | Ordens | Passageiros | Notas |
| ----------------------- | ---------- | ------ | ----------- | ----- |
| BAC 1-11 Series 300/400 | 3          | –      | TBA         |       |
| Boeing 737-300          | 3          | –      | TBA         |       |
| Boeing 737-200          | 1          | –      | 130         |       |
| Total                   | 7          | 0      |             |       |